# Miniopterus
Miniopterus es un género de murciélagos microquirópteros de la superfamilia Vespertilionoidea, constituye él solo la familia Miniopteridae. Hace poco se elevó el estatus de la subfamilia Miniopterinae tras un minucioso estudio de ADN nuclear; la conclusión es que los minioptéridos forman un clado con los vespertiliónidos y ambos con los molósidos, sus parientes más próximos.

## Especies
Se reconocen las siguientes:
- Miniopterus aelleni Goodman, Maminirina, Weyeneth, Bradman, Christidis, Ruedi & Appleton, 2009.
- Miniopterus africanus Sanborn, 1936 [considerada sinónimo de M. inflatus.[17]].
- Miniopterus australis Tomes, 1858.
- Miniopterus brachytragos Goodman, Maminirina, Bradman, Christidis & Appleton, 2009.
- Miniopterus egeri Goodman, Ramasindrazana, Maminirina, Schoeman & Appleton, 2011.
- Miniopterus fraterculus Thomas & Schwann, 1906.
- Miniopterus fuliginosus (Hodgson, 1835).
- Miniopterus fuscus Bonhote, 1902.
- Miniopterus gleni Egar, Mitchell & Peterson, 1995.
- Miniopterus griffithsi Goodman, Maminirina, Bradman, Christidis & Appleton, 2010.
- Miniopterus griveaudi Harrison, 1959.
- Miniopterus inflatus Thomas, 1903.
- Miniopterus macrocneme Revilliod, 1913.
- Miniopterus maghrebensis Puechmaille, Allegrini, Benda, Bilgin, Ibáñez & Juste, 2014.
- Miniopterus magnater Sanborn, 1931.
- Miniopterus mahafaliensis Goodman, Maminirina, Bradman, Christidis & Appleton, 2009.
- Miniopterus majori Thomas, 1906.
- Miniopterus manavi Thomas, 1906.
- Miniopterus medius Thomas & Wroughton, 1909.
- Miniopterus minor Peters, 1867.
- Miniopterus mossambicus Monadjem, Goodman, Tanley & Appleton, 2013.
- Miniopterus natalensis (A. Smith, 1834).
- Miniopterus newtoni Bocage, 1889.
- Miniopterus oceanensis Maeda, 1982.
- Miniopterus orianae Thomas, 1922.
- Miniopterus pallidus Thomas, 1907.
- Miniopterus paululus Hollister, 1913.
- Miniopterus petersoni Goodman, Bradman, Maminirina, Ryan, Christidis & Appleton, 2008 .
- Miniopterus pusillus Dobson, 1876.
- Miniopterus robustior Revilliod, 1914.
- Miniopterus schreibersii (Kuhl, 1817).
- Miniopterus shortridgei Laurie & Hill, 1957.
- Miniopterus sororculus Goodman, Ryan, Maminirina, Fahr, Christidis & Appleton, 2007 .
- Miniopterus srinii B. Srinivasulu & A. Srinivasulu, 2023.[18]
- †Miniopterus tao (fósil, Pleistoceno)
- Miniopterus tristis (Waterhouse, 1845).
- Miniopterus villiersi Aellen, 1956.
- †Miniopterus zapfei (fósil, Mioceno)